# 크로아티아 축구 국가대표팀
크로아티아 축구 국가대표팀(크로아티아어: Hrvatska nogometna reprezentacija 흐르바츠카 노고메트나 레프레젠타치야)은 크로아티아를 대표하는 축구 국가대표팀으로 크로아티아 축구 연맹이 운영한다. 현재 동유럽과 발칸반도의 강호로 분류되고 있는 팀들 가운데 하나로, 1992년 7월 5일에 오스트레일리아와 공식 첫 국제 A매치 경기를 치렀다. 수도 자그레브에 있는 스타디온 막시미르를 홈 구장으로 사용하고 있다.

## 국제 대회 경력

### FIFA 월드컵
월드컵 본선에는 5번 출전하여 1998년 대회에 처음으로 출전했음에도 불구하고 6골로 득점왕을 차지한 다보르 슈케르를 앞세워 독일과 네덜란드 등의 강호들을 차례대로 꺾고 3위를 차지하는 돌풍을 일으켰다. 그리고 그로부터 20년 뒤인 2018년 대회에서 우승후보 아르헨티나를 3:0으로 꺾는 이변을 일으키며 전승으로 조별리그를 통과하였고 이후 16강전에서 덴마크를 승부차기 끝에 제압하고 8강에 올랐으나 스페인에 0:3으로 패했다.
4년 후인 2022년 FIFA 월드컵에서 모로코, 벨기에, 캐나다와 한 조가 되었다. 1차전 모로코 전에서는 0:0 무승부, 2차전 캐나다 전에서는 4:1 승리, 3차전 벨기에 전에서는 0:0 무승부를 거두어 최종 2위로 16강에 진출했다. 16강에서는 죽음의 조인 E조에서 1위로 올라온 일본을 만나게 되었다. 결과는 정규시간 1:1, 승부차기 3:1 승으로 8강에 진출하게 되었다. 8강은 피파랭킹 1위 브라질을 만난다. 결과는 정규시간 1:1, 승부차기 4:2로 승리를 거두었다. 이번 경기 승리를 거둠으로써, 1998년 대회 이후 24년 만에 월드컵 준결승 진출에 성공했다. 
준결승 상대는 사우디아라비아에게 충격패를 당했지만 조 1위로 올라온 아르헨티나였고, 이 경기에서 3:0 패배를 당하여 3위 결정전으로 가게 되었다. 3위 결정전 상대는 프랑스에게 진 모로코였다. 3위 결정전에서는 큰 이변없이 크로아티아가 2:1로 승리를 하면서 크로아티아는 1998년 FIFA 월드컵에 이어 2022년 FIFA 월드컵에서 또 한번 동메달을 따게 되었다. 이 월드컵에서 크로아티아는 마치 2011년 코파 아메리카의 파라과이처럼 거의 대부분의 경기를 무승부로 일관하며 4강까지 올라갔으며 4강까지 가는 동안 이긴 팀이라고는 캐나다가 유일했다. 이후 3위 결정전에 가서야 모로코를 이기고 3위를 차지했다.

### UEFA 유럽 축구 선수권 대회
유로 대회 본선에는 6번 출전하여 1996년 대회와 2008년 대회에서 8강에 올랐으며 특히 UEFA 유로 2008 예선 E조 최종전에서 잉글랜드를 3-2로 물리치고 잉글랜드를 예선에서 탈락시키면서 전 세계를 깜짝 놀라게 했고 13년 후 2020년 대회에서 사상 최초로 유로 대회 준결승 진출에 성공했다.

### UEFA 네이션스리그

#### 2018-19년 리그 A
유럽 네이션스리그 첫 시즌 리그 A에 편입된 크로아티아는 4조에서 잉글랜드, 스페인을 상대로 4경기 1승 1무 2패·조 최하위에 머무르면서 2018년 월드컵때 8강의 기세를 이어나가지 못했고 특히 2018년 월드컵 준우승팀인 스페인과의 첫 경기에서 0-6의 대패를 당하는 수모를 겪는등 2018월드컵 8강전 패배에 이어 2연패를 당했다. 다만 차기 시즌의 리그 진행 방식 변경으로 인해 리그 B로의 강등은 이뤄지지 않았다.

## 이탈리아와의 국제 경기 전적
이탈리아와는 1942년 제노바에서 열린 친선 경기에서 0-4로 대패한 이후 현재까지 단 한번의 패배 없이 승리 또는 무승부를 기록하고 있으며 특히 2002년 FIFA 월드컵 G조 조별리그 2차전에서 0-1로 지고 있던 후반 28분과 31분경 이비차 올리치와 밀란 라파이치의 연속골로 2-1의 짜릿한 역전승을 거두었다.

## 국제대회 기록

### FIFA 월드컵(본선)
| FIFA 월드컵 본선 기록 | FIFA 월드컵 본선 기록           | FIFA 월드컵 본선 기록           | FIFA 월드컵 본선 기록           | FIFA 월드컵 본선 기록           | FIFA 월드컵 본선 기록           | FIFA 월드컵 본선 기록           | FIFA 월드컵 본선 기록           | FIFA 월드컵 본선 기록           | FIFA 월드컵 본선 기록           |
| 년도                  | 결과                            | 순위                            | 경기                            | 승                              | 무*                             | 패                              | 득점                            | 실점                            | 승점                            |
| --------------------- | ------------------------------- | ------------------------------- | ------------------------------- | ------------------------------- | ------------------------------- | ------------------------------- | ------------------------------- | ------------------------------- | ------------------------------- |
| 1930년                | 독립 이전 (유고슬라비아의 일부) | 독립 이전 (유고슬라비아의 일부) | 독립 이전 (유고슬라비아의 일부) | 독립 이전 (유고슬라비아의 일부) | 독립 이전 (유고슬라비아의 일부) | 독립 이전 (유고슬라비아의 일부) | 독립 이전 (유고슬라비아의 일부) | 독립 이전 (유고슬라비아의 일부) | 독립 이전 (유고슬라비아의 일부) |
| 1934년                | 독립 이전 (유고슬라비아의 일부) | 독립 이전 (유고슬라비아의 일부) | 독립 이전 (유고슬라비아의 일부) | 독립 이전 (유고슬라비아의 일부) | 독립 이전 (유고슬라비아의 일부) | 독립 이전 (유고슬라비아의 일부) | 독립 이전 (유고슬라비아의 일부) | 독립 이전 (유고슬라비아의 일부) | 독립 이전 (유고슬라비아의 일부) |
| 1938년                | 독립 이전 (유고슬라비아의 일부) | 독립 이전 (유고슬라비아의 일부) | 독립 이전 (유고슬라비아의 일부) | 독립 이전 (유고슬라비아의 일부) | 독립 이전 (유고슬라비아의 일부) | 독립 이전 (유고슬라비아의 일부) | 독립 이전 (유고슬라비아의 일부) | 독립 이전 (유고슬라비아의 일부) | 독립 이전 (유고슬라비아의 일부) |
| 1950년                | 독립 이전 (유고슬라비아의 일부) | 독립 이전 (유고슬라비아의 일부) | 독립 이전 (유고슬라비아의 일부) | 독립 이전 (유고슬라비아의 일부) | 독립 이전 (유고슬라비아의 일부) | 독립 이전 (유고슬라비아의 일부) | 독립 이전 (유고슬라비아의 일부) | 독립 이전 (유고슬라비아의 일부) | 독립 이전 (유고슬라비아의 일부) |
| 1954년                | 독립 이전 (유고슬라비아의 일부) | 독립 이전 (유고슬라비아의 일부) | 독립 이전 (유고슬라비아의 일부) | 독립 이전 (유고슬라비아의 일부) | 독립 이전 (유고슬라비아의 일부) | 독립 이전 (유고슬라비아의 일부) | 독립 이전 (유고슬라비아의 일부) | 독립 이전 (유고슬라비아의 일부) | 독립 이전 (유고슬라비아의 일부) |
| 1958년                | 독립 이전 (유고슬라비아의 일부) | 독립 이전 (유고슬라비아의 일부) | 독립 이전 (유고슬라비아의 일부) | 독립 이전 (유고슬라비아의 일부) | 독립 이전 (유고슬라비아의 일부) | 독립 이전 (유고슬라비아의 일부) | 독립 이전 (유고슬라비아의 일부) | 독립 이전 (유고슬라비아의 일부) | 독립 이전 (유고슬라비아의 일부) |
| 1962년                | 독립 이전 (유고슬라비아의 일부) | 독립 이전 (유고슬라비아의 일부) | 독립 이전 (유고슬라비아의 일부) | 독립 이전 (유고슬라비아의 일부) | 독립 이전 (유고슬라비아의 일부) | 독립 이전 (유고슬라비아의 일부) | 독립 이전 (유고슬라비아의 일부) | 독립 이전 (유고슬라비아의 일부) | 독립 이전 (유고슬라비아의 일부) |
| 1966년                | 독립 이전 (유고슬라비아의 일부) | 독립 이전 (유고슬라비아의 일부) | 독립 이전 (유고슬라비아의 일부) | 독립 이전 (유고슬라비아의 일부) | 독립 이전 (유고슬라비아의 일부) | 독립 이전 (유고슬라비아의 일부) | 독립 이전 (유고슬라비아의 일부) | 독립 이전 (유고슬라비아의 일부) | 독립 이전 (유고슬라비아의 일부) |
| 1970년                | 독립 이전 (유고슬라비아의 일부) | 독립 이전 (유고슬라비아의 일부) | 독립 이전 (유고슬라비아의 일부) | 독립 이전 (유고슬라비아의 일부) | 독립 이전 (유고슬라비아의 일부) | 독립 이전 (유고슬라비아의 일부) | 독립 이전 (유고슬라비아의 일부) | 독립 이전 (유고슬라비아의 일부) | 독립 이전 (유고슬라비아의 일부) |
| 1974년                | 독립 이전 (유고슬라비아의 일부) | 독립 이전 (유고슬라비아의 일부) | 독립 이전 (유고슬라비아의 일부) | 독립 이전 (유고슬라비아의 일부) | 독립 이전 (유고슬라비아의 일부) | 독립 이전 (유고슬라비아의 일부) | 독립 이전 (유고슬라비아의 일부) | 독립 이전 (유고슬라비아의 일부) | 독립 이전 (유고슬라비아의 일부) |
| 1978년                | 독립 이전 (유고슬라비아의 일부) | 독립 이전 (유고슬라비아의 일부) | 독립 이전 (유고슬라비아의 일부) | 독립 이전 (유고슬라비아의 일부) | 독립 이전 (유고슬라비아의 일부) | 독립 이전 (유고슬라비아의 일부) | 독립 이전 (유고슬라비아의 일부) | 독립 이전 (유고슬라비아의 일부) | 독립 이전 (유고슬라비아의 일부) |
| 1982년                | 독립 이전 (유고슬라비아의 일부) | 독립 이전 (유고슬라비아의 일부) | 독립 이전 (유고슬라비아의 일부) | 독립 이전 (유고슬라비아의 일부) | 독립 이전 (유고슬라비아의 일부) | 독립 이전 (유고슬라비아의 일부) | 독립 이전 (유고슬라비아의 일부) | 독립 이전 (유고슬라비아의 일부) | 독립 이전 (유고슬라비아의 일부) |
| 1986년                | 독립 이전 (유고슬라비아의 일부) | 독립 이전 (유고슬라비아의 일부) | 독립 이전 (유고슬라비아의 일부) | 독립 이전 (유고슬라비아의 일부) | 독립 이전 (유고슬라비아의 일부) | 독립 이전 (유고슬라비아의 일부) | 독립 이전 (유고슬라비아의 일부) | 독립 이전 (유고슬라비아의 일부) | 독립 이전 (유고슬라비아의 일부) |
| 1990년                | 독립 이전 (유고슬라비아의 일부) | 독립 이전 (유고슬라비아의 일부) | 독립 이전 (유고슬라비아의 일부) | 독립 이전 (유고슬라비아의 일부) | 독립 이전 (유고슬라비아의 일부) | 독립 이전 (유고슬라비아의 일부) | 독립 이전 (유고슬라비아의 일부) | 독립 이전 (유고슬라비아의 일부) | 독립 이전 (유고슬라비아의 일부) |
| 1994년                | 없음                            | 없음                            | 없음                            | 없음                            | 없음                            | 없음                            | 없음                            | 없음                            | 없음                            |
| 1998년                | 4강                             | 3위                             | 7                               | 5                               | 0                               | 2                               | 11                              | 5                               | 15                              |
| 2002년                | 조별리그                        | 23위                            | 3                               | 1                               | 0                               | 2                               | 2                               | 3                               | 3                               |
| 2006년                | 조별리그                        | 22위                            | 3                               | 0                               | 2                               | 1                               | 2                               | 3                               | 2                               |
| 2010년                | 지역 예선 탈락                  | 지역 예선 탈락                  | 지역 예선 탈락                  | 지역 예선 탈락                  | 지역 예선 탈락                  | 지역 예선 탈락                  | 지역 예선 탈락                  | 지역 예선 탈락                  | 지역 예선 탈락                  |
| 2014년                | 조별리그                        | 19위                            | 3                               | 1                               | 0                               | 2                               | 6                               | 6                               | 3                               |
| 2018년                | 8강                             | 7위                             | 5                               | 3                               | 1                               | 1                               | 8                               | 5                               | 10                              |
| 2022년                | 4강                             | 3위                             | 7                               | 2                               | 4                               | 1                               | 8                               | 7                               | 10                              |
| 합계                  | 6회 진출(6/7)                   | 3위(2회)                        | 28                              | 12                              | 7                               | 9                               | 37                              | 28                              | 43                              |
| 순위                  | FIFA 월드컵 역대 순위 : 19위    | FIFA 월드컵 역대 순위 : 19위    | FIFA 월드컵 역대 순위 : 19위    | FIFA 월드컵 역대 순위 : 19위    | FIFA 월드컵 역대 순위 : 19위    | FIFA 월드컵 역대 순위 : 19위    | FIFA 월드컵 역대 순위 : 19위    | FIFA 월드컵 역대 순위 : 19위    | FIFA 월드컵 역대 순위 : 19위    |

### FIFA 월드컵(예선)
| FIFA 월드컵 예선 기록 | FIFA 월드컵 예선 기록                    | FIFA 월드컵 예선 기록                    | FIFA 월드컵 예선 기록                    | FIFA 월드컵 예선 기록                    | FIFA 월드컵 예선 기록                    | FIFA 월드컵 예선 기록                    | FIFA 월드컵 예선 기록                    | FIFA 월드컵 예선 기록                    | FIFA 월드컵 예선 기록                    |
| 년도                  | 경기                                     | 승                                       | 무*                                      | 패                                       | 득점                                     | 실점                                     | 승점                                     |                                          |                                          |
| --------------------- | ---------------------------------------- | ---------------------------------------- | ---------------------------------------- | ---------------------------------------- | ---------------------------------------- | ---------------------------------------- | ---------------------------------------- | ---------------------------------------- | ---------------------------------------- |
| 1930년                | 독립 이전 (유고슬라비아의 일부)          | 독립 이전 (유고슬라비아의 일부)          | 독립 이전 (유고슬라비아의 일부)          | 독립 이전 (유고슬라비아의 일부)          | 독립 이전 (유고슬라비아의 일부)          | 독립 이전 (유고슬라비아의 일부)          | 독립 이전 (유고슬라비아의 일부)          | 독립 이전 (유고슬라비아의 일부)          | 독립 이전 (유고슬라비아의 일부)          |
| 1934년                | 독립 이전 (유고슬라비아의 일부)          | 독립 이전 (유고슬라비아의 일부)          | 독립 이전 (유고슬라비아의 일부)          | 독립 이전 (유고슬라비아의 일부)          | 독립 이전 (유고슬라비아의 일부)          | 독립 이전 (유고슬라비아의 일부)          | 독립 이전 (유고슬라비아의 일부)          | 독립 이전 (유고슬라비아의 일부)          | 독립 이전 (유고슬라비아의 일부)          |
| 1938년                | 독립 이전 (유고슬라비아의 일부)          | 독립 이전 (유고슬라비아의 일부)          | 독립 이전 (유고슬라비아의 일부)          | 독립 이전 (유고슬라비아의 일부)          | 독립 이전 (유고슬라비아의 일부)          | 독립 이전 (유고슬라비아의 일부)          | 독립 이전 (유고슬라비아의 일부)          | 독립 이전 (유고슬라비아의 일부)          | 독립 이전 (유고슬라비아의 일부)          |
| 1950년                | 독립 이전 (유고슬라비아의 일부)          | 독립 이전 (유고슬라비아의 일부)          | 독립 이전 (유고슬라비아의 일부)          | 독립 이전 (유고슬라비아의 일부)          | 독립 이전 (유고슬라비아의 일부)          | 독립 이전 (유고슬라비아의 일부)          | 독립 이전 (유고슬라비아의 일부)          | 독립 이전 (유고슬라비아의 일부)          | 독립 이전 (유고슬라비아의 일부)          |
| 1954년                | 독립 이전 (유고슬라비아의 일부)          | 독립 이전 (유고슬라비아의 일부)          | 독립 이전 (유고슬라비아의 일부)          | 독립 이전 (유고슬라비아의 일부)          | 독립 이전 (유고슬라비아의 일부)          | 독립 이전 (유고슬라비아의 일부)          | 독립 이전 (유고슬라비아의 일부)          | 독립 이전 (유고슬라비아의 일부)          | 독립 이전 (유고슬라비아의 일부)          |
| 1958년                | 독립 이전 (유고슬라비아의 일부)          | 독립 이전 (유고슬라비아의 일부)          | 독립 이전 (유고슬라비아의 일부)          | 독립 이전 (유고슬라비아의 일부)          | 독립 이전 (유고슬라비아의 일부)          | 독립 이전 (유고슬라비아의 일부)          | 독립 이전 (유고슬라비아의 일부)          | 독립 이전 (유고슬라비아의 일부)          | 독립 이전 (유고슬라비아의 일부)          |
| 1962년                | 독립 이전 (유고슬라비아의 일부)          | 독립 이전 (유고슬라비아의 일부)          | 독립 이전 (유고슬라비아의 일부)          | 독립 이전 (유고슬라비아의 일부)          | 독립 이전 (유고슬라비아의 일부)          | 독립 이전 (유고슬라비아의 일부)          | 독립 이전 (유고슬라비아의 일부)          | 독립 이전 (유고슬라비아의 일부)          | 독립 이전 (유고슬라비아의 일부)          |
| 1966년                | 독립 이전 (유고슬라비아의 일부)          | 독립 이전 (유고슬라비아의 일부)          | 독립 이전 (유고슬라비아의 일부)          | 독립 이전 (유고슬라비아의 일부)          | 독립 이전 (유고슬라비아의 일부)          | 독립 이전 (유고슬라비아의 일부)          | 독립 이전 (유고슬라비아의 일부)          | 독립 이전 (유고슬라비아의 일부)          | 독립 이전 (유고슬라비아의 일부)          |
| 1970년                | 독립 이전 (유고슬라비아의 일부)          | 독립 이전 (유고슬라비아의 일부)          | 독립 이전 (유고슬라비아의 일부)          | 독립 이전 (유고슬라비아의 일부)          | 독립 이전 (유고슬라비아의 일부)          | 독립 이전 (유고슬라비아의 일부)          | 독립 이전 (유고슬라비아의 일부)          | 독립 이전 (유고슬라비아의 일부)          | 독립 이전 (유고슬라비아의 일부)          |
| 1974년                | 독립 이전 (유고슬라비아의 일부)          | 독립 이전 (유고슬라비아의 일부)          | 독립 이전 (유고슬라비아의 일부)          | 독립 이전 (유고슬라비아의 일부)          | 독립 이전 (유고슬라비아의 일부)          | 독립 이전 (유고슬라비아의 일부)          | 독립 이전 (유고슬라비아의 일부)          | 독립 이전 (유고슬라비아의 일부)          | 독립 이전 (유고슬라비아의 일부)          |
| 1978년                | 독립 이전 (유고슬라비아의 일부)          | 독립 이전 (유고슬라비아의 일부)          | 독립 이전 (유고슬라비아의 일부)          | 독립 이전 (유고슬라비아의 일부)          | 독립 이전 (유고슬라비아의 일부)          | 독립 이전 (유고슬라비아의 일부)          | 독립 이전 (유고슬라비아의 일부)          | 독립 이전 (유고슬라비아의 일부)          | 독립 이전 (유고슬라비아의 일부)          |
| 1982년                | 독립 이전 (유고슬라비아의 일부)          | 독립 이전 (유고슬라비아의 일부)          | 독립 이전 (유고슬라비아의 일부)          | 독립 이전 (유고슬라비아의 일부)          | 독립 이전 (유고슬라비아의 일부)          | 독립 이전 (유고슬라비아의 일부)          | 독립 이전 (유고슬라비아의 일부)          | 독립 이전 (유고슬라비아의 일부)          | 독립 이전 (유고슬라비아의 일부)          |
| 1986년                | 독립 이전 (유고슬라비아의 일부)          | 독립 이전 (유고슬라비아의 일부)          | 독립 이전 (유고슬라비아의 일부)          | 독립 이전 (유고슬라비아의 일부)          | 독립 이전 (유고슬라비아의 일부)          | 독립 이전 (유고슬라비아의 일부)          | 독립 이전 (유고슬라비아의 일부)          | 독립 이전 (유고슬라비아의 일부)          | 독립 이전 (유고슬라비아의 일부)          |
| 1990년                | 독립 이전 (유고슬라비아의 일부)          | 독립 이전 (유고슬라비아의 일부)          | 독립 이전 (유고슬라비아의 일부)          | 독립 이전 (유고슬라비아의 일부)          | 독립 이전 (유고슬라비아의 일부)          | 독립 이전 (유고슬라비아의 일부)          | 독립 이전 (유고슬라비아의 일부)          | 독립 이전 (유고슬라비아의 일부)          | 독립 이전 (유고슬라비아의 일부)          |
| 1994년                | 없음                                     | 없음                                     | 없음                                     | 없음                                     | 없음                                     | 없음                                     | 없음                                     | 없음                                     | 없음                                     |
| 1998년                | 10                                       | 5                                        | 4                                        | 1                                        | 20                                       | 13                                       | 19                                       |                                          |                                          |
| 2002년                | 8                                        | 5                                        | 3                                        | 0                                        | 15                                       | 2                                        | 18                                       |                                          |                                          |
| 2006년                | 10                                       | 7                                        | 3                                        | 0                                        | 21                                       | 5                                        | 24                                       |                                          |                                          |
| 2010년                | 10                                       | 6                                        | 2                                        | 2                                        | 19                                       | 13                                       | 20                                       |                                          |                                          |
| 2014년                | 12                                       | 6                                        | 3                                        | 3                                        | 14                                       | 9                                        | 21                                       |                                          |                                          |
| 2018년                | 12                                       | 7                                        | 3                                        | 2                                        | 19                                       | 5                                        | 24                                       |                                          |                                          |
| 2022년                | 10                                       | 7                                        | 2                                        | 1                                        | 21                                       | 4                                        | 23                                       |                                          |                                          |
| 합계                  | 72                                       | 43                                       | 20                                       | 9                                        | 129                                      | 51                                       | 149                                      |                                          |                                          |
| 순위                  | 월드컵 예선 승점 순위 : 71위 (유럽 29위) | 월드컵 예선 승점 순위 : 71위 (유럽 29위) | 월드컵 예선 승점 순위 : 71위 (유럽 29위) | 월드컵 예선 승점 순위 : 71위 (유럽 29위) | 월드컵 예선 승점 순위 : 71위 (유럽 29위) | 월드컵 예선 승점 순위 : 71위 (유럽 29위) | 월드컵 예선 승점 순위 : 71위 (유럽 29위) | 월드컵 예선 승점 순위 : 71위 (유럽 29위) | 월드컵 예선 승점 순위 : 71위 (유럽 29위) |

### UEFA 유럽 축구 선수권 대회(본선)
| UEFA 유로컵 본선 기록 | UEFA 유로컵 본선 기록                  | UEFA 유로컵 본선 기록                  | UEFA 유로컵 본선 기록                  | UEFA 유로컵 본선 기록                  | UEFA 유로컵 본선 기록                  | UEFA 유로컵 본선 기록                  | UEFA 유로컵 본선 기록                  | UEFA 유로컵 본선 기록                  | UEFA 유로컵 본선 기록                  |
| 년도                  | 결과                                   | 순위                                   | 경기                                   | 승                                     | 무*                                    | 패                                     | 득점                                   | 실점                                   | 승점                                   |
| --------------------- | -------------------------------------- | -------------------------------------- | -------------------------------------- | -------------------------------------- | -------------------------------------- | -------------------------------------- | -------------------------------------- | -------------------------------------- | -------------------------------------- |
| 1960년                | 독립 이전 (유고슬라비아의 일부)        | 독립 이전 (유고슬라비아의 일부)        | 독립 이전 (유고슬라비아의 일부)        | 독립 이전 (유고슬라비아의 일부)        | 독립 이전 (유고슬라비아의 일부)        | 독립 이전 (유고슬라비아의 일부)        | 독립 이전 (유고슬라비아의 일부)        | 독립 이전 (유고슬라비아의 일부)        | 독립 이전 (유고슬라비아의 일부)        |
| 1964년                | 독립 이전 (유고슬라비아의 일부)        | 독립 이전 (유고슬라비아의 일부)        | 독립 이전 (유고슬라비아의 일부)        | 독립 이전 (유고슬라비아의 일부)        | 독립 이전 (유고슬라비아의 일부)        | 독립 이전 (유고슬라비아의 일부)        | 독립 이전 (유고슬라비아의 일부)        | 독립 이전 (유고슬라비아의 일부)        | 독립 이전 (유고슬라비아의 일부)        |
| 1968년                | 독립 이전 (유고슬라비아의 일부)        | 독립 이전 (유고슬라비아의 일부)        | 독립 이전 (유고슬라비아의 일부)        | 독립 이전 (유고슬라비아의 일부)        | 독립 이전 (유고슬라비아의 일부)        | 독립 이전 (유고슬라비아의 일부)        | 독립 이전 (유고슬라비아의 일부)        | 독립 이전 (유고슬라비아의 일부)        | 독립 이전 (유고슬라비아의 일부)        |
| 1972년                | 독립 이전 (유고슬라비아의 일부)        | 독립 이전 (유고슬라비아의 일부)        | 독립 이전 (유고슬라비아의 일부)        | 독립 이전 (유고슬라비아의 일부)        | 독립 이전 (유고슬라비아의 일부)        | 독립 이전 (유고슬라비아의 일부)        | 독립 이전 (유고슬라비아의 일부)        | 독립 이전 (유고슬라비아의 일부)        | 독립 이전 (유고슬라비아의 일부)        |
| 1976년                | 독립 이전 (유고슬라비아의 일부)        | 독립 이전 (유고슬라비아의 일부)        | 독립 이전 (유고슬라비아의 일부)        | 독립 이전 (유고슬라비아의 일부)        | 독립 이전 (유고슬라비아의 일부)        | 독립 이전 (유고슬라비아의 일부)        | 독립 이전 (유고슬라비아의 일부)        | 독립 이전 (유고슬라비아의 일부)        | 독립 이전 (유고슬라비아의 일부)        |
| 1980년                | 독립 이전 (유고슬라비아의 일부)        | 독립 이전 (유고슬라비아의 일부)        | 독립 이전 (유고슬라비아의 일부)        | 독립 이전 (유고슬라비아의 일부)        | 독립 이전 (유고슬라비아의 일부)        | 독립 이전 (유고슬라비아의 일부)        | 독립 이전 (유고슬라비아의 일부)        | 독립 이전 (유고슬라비아의 일부)        | 독립 이전 (유고슬라비아의 일부)        |
| 1984년                | 독립 이전 (유고슬라비아의 일부)        | 독립 이전 (유고슬라비아의 일부)        | 독립 이전 (유고슬라비아의 일부)        | 독립 이전 (유고슬라비아의 일부)        | 독립 이전 (유고슬라비아의 일부)        | 독립 이전 (유고슬라비아의 일부)        | 독립 이전 (유고슬라비아의 일부)        | 독립 이전 (유고슬라비아의 일부)        | 독립 이전 (유고슬라비아의 일부)        |
| 1988년                | 독립 이전 (유고슬라비아의 일부)        | 독립 이전 (유고슬라비아의 일부)        | 독립 이전 (유고슬라비아의 일부)        | 독립 이전 (유고슬라비아의 일부)        | 독립 이전 (유고슬라비아의 일부)        | 독립 이전 (유고슬라비아의 일부)        | 독립 이전 (유고슬라비아의 일부)        | 독립 이전 (유고슬라비아의 일부)        | 독립 이전 (유고슬라비아의 일부)        |
| 1992년                | 독립 이전 (유고슬라비아의 일부)        | 독립 이전 (유고슬라비아의 일부)        | 독립 이전 (유고슬라비아의 일부)        | 독립 이전 (유고슬라비아의 일부)        | 독립 이전 (유고슬라비아의 일부)        | 독립 이전 (유고슬라비아의 일부)        | 독립 이전 (유고슬라비아의 일부)        | 독립 이전 (유고슬라비아의 일부)        | 독립 이전 (유고슬라비아의 일부)        |
| 1996년                | 8강                                    | 7위                                    | 4                                      | 2                                      | 0                                      | 2                                      | 5                                      | 5                                      | 6                                      |
| 2000년                | 예선 탈락                              | 예선 탈락                              | 예선 탈락                              | 예선 탈락                              | 예선 탈락                              | 예선 탈락                              | 예선 탈락                              | 예선 탈락                              | 예선 탈락                              |
| 2004년                | 조별리그                               | 13위                                   | 3                                      | 0                                      | 2                                      | 1                                      | 4                                      | 6                                      | 2                                      |
| 2008년                | 8강                                    | 5위                                    | 4                                      | 3                                      | 1                                      | 0                                      | 5                                      | 2                                      | 10                                     |
| 2012년                | 조별리그                               | 10위                                   | 3                                      | 1                                      | 1                                      | 1                                      | 4                                      | 3                                      | 4                                      |
| 2016년                | 16강                                   | 9위                                    | 4                                      | 2                                      | 1                                      | 1                                      | 5                                      | 4                                      | 7                                      |
| 2020년                | 준결승                                 | 4위                                    | 6                                      | 2                                      | 3                                      | 1                                      | 8                                      | 6                                      | 9                                      |
| 2024년                | 조별리그                               | 20위                                   | 3                                      | 0                                      | 2                                      | 1                                      | 3                                      | 6                                      | 2                                      |
| 합계                  | 7회 진출(7/8)                          | 4강(1회)                               | 27                                     | 10                                     | 10                                     | 7                                      | 34                                     | 32                                     | 40                                     |
| 순위                  | UEFA 유럽 축구 선수권 대회 순위 : 10위 | UEFA 유럽 축구 선수권 대회 순위 : 10위 | UEFA 유럽 축구 선수권 대회 순위 : 10위 | UEFA 유럽 축구 선수권 대회 순위 : 10위 | UEFA 유럽 축구 선수권 대회 순위 : 10위 | UEFA 유럽 축구 선수권 대회 순위 : 10위 | UEFA 유럽 축구 선수권 대회 순위 : 10위 | UEFA 유럽 축구 선수권 대회 순위 : 10위 | UEFA 유럽 축구 선수권 대회 순위 : 10위 |

### UEFA 유럽 축구 선수권 대회(예선)
| UEFA 유로컵 예선 기록 | UEFA 유로컵 예선 기록           | UEFA 유로컵 예선 기록           | UEFA 유로컵 예선 기록           | UEFA 유로컵 예선 기록           | UEFA 유로컵 예선 기록           | UEFA 유로컵 예선 기록           | UEFA 유로컵 예선 기록           | UEFA 유로컵 예선 기록      | UEFA 유로컵 예선 기록      |
| 년도                  | 경기                            | 승                              | 무*                             | 패                              | 득점                            | 실점                            | 승점                            |                            |                            |
| --------------------- | ------------------------------- | ------------------------------- | ------------------------------- | ------------------------------- | ------------------------------- | ------------------------------- | ------------------------------- | -------------------------- | -------------------------- |
| 1960년                | 독립 이전 (유고슬라비아의 일부) | 독립 이전 (유고슬라비아의 일부) | 독립 이전 (유고슬라비아의 일부) | 독립 이전 (유고슬라비아의 일부) | 독립 이전 (유고슬라비아의 일부) | 독립 이전 (유고슬라비아의 일부) | 독립 이전 (유고슬라비아의 일부) |                            |                            |
| 1964년                | 독립 이전 (유고슬라비아의 일부) | 독립 이전 (유고슬라비아의 일부) | 독립 이전 (유고슬라비아의 일부) | 독립 이전 (유고슬라비아의 일부) | 독립 이전 (유고슬라비아의 일부) | 독립 이전 (유고슬라비아의 일부) | 독립 이전 (유고슬라비아의 일부) |                            |                            |
| 1968년                | 독립 이전 (유고슬라비아의 일부) | 독립 이전 (유고슬라비아의 일부) | 독립 이전 (유고슬라비아의 일부) | 독립 이전 (유고슬라비아의 일부) | 독립 이전 (유고슬라비아의 일부) | 독립 이전 (유고슬라비아의 일부) | 독립 이전 (유고슬라비아의 일부) |                            |                            |
| 1972년                | 독립 이전 (유고슬라비아의 일부) | 독립 이전 (유고슬라비아의 일부) | 독립 이전 (유고슬라비아의 일부) | 독립 이전 (유고슬라비아의 일부) | 독립 이전 (유고슬라비아의 일부) | 독립 이전 (유고슬라비아의 일부) | 독립 이전 (유고슬라비아의 일부) |                            |                            |
| 1976년                | 독립 이전 (유고슬라비아의 일부) | 독립 이전 (유고슬라비아의 일부) | 독립 이전 (유고슬라비아의 일부) | 독립 이전 (유고슬라비아의 일부) | 독립 이전 (유고슬라비아의 일부) | 독립 이전 (유고슬라비아의 일부) | 독립 이전 (유고슬라비아의 일부) |                            |                            |
| 1980년                | 독립 이전 (유고슬라비아의 일부) | 독립 이전 (유고슬라비아의 일부) | 독립 이전 (유고슬라비아의 일부) | 독립 이전 (유고슬라비아의 일부) | 독립 이전 (유고슬라비아의 일부) | 독립 이전 (유고슬라비아의 일부) | 독립 이전 (유고슬라비아의 일부) |                            |                            |
| 1984년                | 독립 이전 (유고슬라비아의 일부) | 독립 이전 (유고슬라비아의 일부) | 독립 이전 (유고슬라비아의 일부) | 독립 이전 (유고슬라비아의 일부) | 독립 이전 (유고슬라비아의 일부) | 독립 이전 (유고슬라비아의 일부) | 독립 이전 (유고슬라비아의 일부) |                            |                            |
| 1988년                | 독립 이전 (유고슬라비아의 일부) | 독립 이전 (유고슬라비아의 일부) | 독립 이전 (유고슬라비아의 일부) | 독립 이전 (유고슬라비아의 일부) | 독립 이전 (유고슬라비아의 일부) | 독립 이전 (유고슬라비아의 일부) | 독립 이전 (유고슬라비아의 일부) |                            |                            |
| 1992년                | 독립 이전 (유고슬라비아의 일부) | 독립 이전 (유고슬라비아의 일부) | 독립 이전 (유고슬라비아의 일부) | 독립 이전 (유고슬라비아의 일부) | 독립 이전 (유고슬라비아의 일부) | 독립 이전 (유고슬라비아의 일부) | 독립 이전 (유고슬라비아의 일부) |                            |                            |
| 1996년                | 10                              | 7                               | 2                               | 1                               | 22                              | 5                               | 23                              |                            |                            |
| 2000년                | 8                               | 4                               | 3                               | 1                               | 13                              | 9                               | 15                              |                            |                            |
| 2004년                | 10                              | 6                               | 2                               | 2                               | 14                              | 5                               | 20                              |                            |                            |
| 2008년                | 12                              | 9                               | 2                               | 1                               | 28                              | 8                               | 29                              |                            |                            |
| 2012년                | 12                              | 8                               | 2                               | 2                               | 21                              | 7                               | 26                              |                            |                            |
| 2016년                | 10                              | 6                               | 3                               | 1                               | 20                              | 5                               | 21                              |                            |                            |
| 2020년                | 8                               | 5                               | 2                               | 1                               | 17                              | 7                               | 17                              |                            |                            |
| 2024년                | 8                               | 5                               | 1                               | 2                               | 13                              | 4                               | 16                              |                            |                            |
| 합계                  | 70                              | 45                              | 16                              | 9                               | 135                             | 46                              | 151                             |                            |                            |
| 순위                  | 유로 예선 승점 순위 : 27위      | 유로 예선 승점 순위 : 27위      | 유로 예선 승점 순위 : 27위      | 유로 예선 승점 순위 : 27위      | 유로 예선 승점 순위 : 27위      | 유로 예선 승점 순위 : 27위      | 유로 예선 승점 순위 : 27위      | 유로 예선 승점 순위 : 27위 | 유로 예선 승점 순위 : 27위 |

### 지중해 게임
| 지중해 게임 기록 | 지중해 게임 기록                | 지중해 게임 기록                | 지중해 게임 기록                | 지중해 게임 기록                | 지중해 게임 기록                | 지중해 게임 기록                | 지중해 게임 기록                | 지중해 게임 기록                | 지중해 게임 기록                |
| 년도             | 결과                            | 순위                            | 경기                            | 승                              | 무*                             | 패                              | 득점                            | 실점                            | 승점                            |
| ---------------- | ------------------------------- | ------------------------------- | ------------------------------- | ------------------------------- | ------------------------------- | ------------------------------- | ------------------------------- | ------------------------------- | ------------------------------- |
| 1951년           | 독립 이전 (유고슬라비아의 일부) | 독립 이전 (유고슬라비아의 일부) | 독립 이전 (유고슬라비아의 일부) | 독립 이전 (유고슬라비아의 일부) | 독립 이전 (유고슬라비아의 일부) | 독립 이전 (유고슬라비아의 일부) | 독립 이전 (유고슬라비아의 일부) | 독립 이전 (유고슬라비아의 일부) | 독립 이전 (유고슬라비아의 일부) |
| 1955년           | 독립 이전 (유고슬라비아의 일부) | 독립 이전 (유고슬라비아의 일부) | 독립 이전 (유고슬라비아의 일부) | 독립 이전 (유고슬라비아의 일부) | 독립 이전 (유고슬라비아의 일부) | 독립 이전 (유고슬라비아의 일부) | 독립 이전 (유고슬라비아의 일부) | 독립 이전 (유고슬라비아의 일부) | 독립 이전 (유고슬라비아의 일부) |
| 1959년           | 독립 이전 (유고슬라비아의 일부) | 독립 이전 (유고슬라비아의 일부) | 독립 이전 (유고슬라비아의 일부) | 독립 이전 (유고슬라비아의 일부) | 독립 이전 (유고슬라비아의 일부) | 독립 이전 (유고슬라비아의 일부) | 독립 이전 (유고슬라비아의 일부) | 독립 이전 (유고슬라비아의 일부) | 독립 이전 (유고슬라비아의 일부) |
| 1963년           | 독립 이전 (유고슬라비아의 일부) | 독립 이전 (유고슬라비아의 일부) | 독립 이전 (유고슬라비아의 일부) | 독립 이전 (유고슬라비아의 일부) | 독립 이전 (유고슬라비아의 일부) | 독립 이전 (유고슬라비아의 일부) | 독립 이전 (유고슬라비아의 일부) | 독립 이전 (유고슬라비아의 일부) | 독립 이전 (유고슬라비아의 일부) |
| 1967년           | 독립 이전 (유고슬라비아의 일부) | 독립 이전 (유고슬라비아의 일부) | 독립 이전 (유고슬라비아의 일부) | 독립 이전 (유고슬라비아의 일부) | 독립 이전 (유고슬라비아의 일부) | 독립 이전 (유고슬라비아의 일부) | 독립 이전 (유고슬라비아의 일부) | 독립 이전 (유고슬라비아의 일부) | 독립 이전 (유고슬라비아의 일부) |
| 1971년           | 독립 이전 (유고슬라비아의 일부) | 독립 이전 (유고슬라비아의 일부) | 독립 이전 (유고슬라비아의 일부) | 독립 이전 (유고슬라비아의 일부) | 독립 이전 (유고슬라비아의 일부) | 독립 이전 (유고슬라비아의 일부) | 독립 이전 (유고슬라비아의 일부) | 독립 이전 (유고슬라비아의 일부) | 독립 이전 (유고슬라비아의 일부) |
| 1975년           | 독립 이전 (유고슬라비아의 일부) | 독립 이전 (유고슬라비아의 일부) | 독립 이전 (유고슬라비아의 일부) | 독립 이전 (유고슬라비아의 일부) | 독립 이전 (유고슬라비아의 일부) | 독립 이전 (유고슬라비아의 일부) | 독립 이전 (유고슬라비아의 일부) | 독립 이전 (유고슬라비아의 일부) | 독립 이전 (유고슬라비아의 일부) |
| 1979년           | 독립 이전 (유고슬라비아의 일부) | 독립 이전 (유고슬라비아의 일부) | 독립 이전 (유고슬라비아의 일부) | 독립 이전 (유고슬라비아의 일부) | 독립 이전 (유고슬라비아의 일부) | 독립 이전 (유고슬라비아의 일부) | 독립 이전 (유고슬라비아의 일부) | 독립 이전 (유고슬라비아의 일부) | 독립 이전 (유고슬라비아의 일부) |
| 1983년           | 독립 이전 (유고슬라비아의 일부) | 독립 이전 (유고슬라비아의 일부) | 독립 이전 (유고슬라비아의 일부) | 독립 이전 (유고슬라비아의 일부) | 독립 이전 (유고슬라비아의 일부) | 독립 이전 (유고슬라비아의 일부) | 독립 이전 (유고슬라비아의 일부) | 독립 이전 (유고슬라비아의 일부) | 독립 이전 (유고슬라비아의 일부) |
| 1987년           | 독립 이전 (유고슬라비아의 일부) | 독립 이전 (유고슬라비아의 일부) | 독립 이전 (유고슬라비아의 일부) | 독립 이전 (유고슬라비아의 일부) | 독립 이전 (유고슬라비아의 일부) | 독립 이전 (유고슬라비아의 일부) | 독립 이전 (유고슬라비아의 일부) | 독립 이전 (유고슬라비아의 일부) | 독립 이전 (유고슬라비아의 일부) |
| 1991년           | 독립 이전 (유고슬라비아의 일부) | 독립 이전 (유고슬라비아의 일부) | 독립 이전 (유고슬라비아의 일부) | 독립 이전 (유고슬라비아의 일부) | 독립 이전 (유고슬라비아의 일부) | 독립 이전 (유고슬라비아의 일부) | 독립 이전 (유고슬라비아의 일부) | 독립 이전 (유고슬라비아의 일부) | 독립 이전 (유고슬라비아의 일부) |
| 1993년           | 조별리그                        | 10위                            | 3                               | 0                               | 1                               | 2                               | 5                               | 8                               | 1                               |
| 1997년           | 조별리그                        | 11위                            | 2                               | 0                               | 0                               | 2                               | 1                               | 3                               | 0                               |
| 2001년           | 진출 실패                       | 진출 실패                       | 진출 실패                       | 진출 실패                       | 진출 실패                       | 진출 실패                       | 진출 실패                       | 진출 실패                       | 진출 실패                       |
| 2005년           | 진출 실패                       | 진출 실패                       | 진출 실패                       | 진출 실패                       | 진출 실패                       | 진출 실패                       | 진출 실패                       | 진출 실패                       | 진출 실패                       |
| 2009년           | 진출 실패                       | 진출 실패                       | 진출 실패                       | 진출 실패                       | 진출 실패                       | 진출 실패                       | 진출 실패                       | 진출 실패                       | 진출 실패                       |
| 2013년           | 진출 실패                       | 진출 실패                       | 진출 실패                       | 진출 실패                       | 진출 실패                       | 진출 실패                       | 진출 실패                       | 진출 실패                       | 진출 실패                       |
| 2018년           |                                 |                                 |                                 |                                 |                                 |                                 |                                 |                                 |                                 |
| 합계             | 2회 진출(2/6)                   | 조별리그(2회)                   | 5                               | 0                               | 1                               | 4                               | 6                               | 11                              | 1                               |

## 선수 명단
다음 선수들은 2023년 11월 18일  라트비아와 11월 21일  아르메니아와의 UEFA 유로 2024 예선에 참가하는 선수 명단이다.
- 출장 수와 골 수는 2023년 11월 21일  아르메니아전 이후의 기록이다.

### 현재 선수
| 번호 | 위치 | 선수                   | 생년월일 (나이)        | 출전 | 득점 | 소속              |
| ---- | ---- | ---------------------- | ---------------------- | ---- | ---- | ----------------- |
| 1    | GK   | 도미니크 리바코비치    | 1995년 1월 9일(30세)   | 51   | 0    | 페네르바흐체      |
| 12   | GK   | 네딜리코 라브로비치    | 1999년 10월 10일(25세) | 0    | 0    | 리예카            |
| 23   | GK   | 이비차 이부시치        | 1995년 2월 1일(30세)   | 5    | 0    | 파포스            |
|      |      |                        |                        |      |      |                   |
| 2    | DF   | 요시프 스타니시치      | 2000년 4월 2일(25세)   | 16   | 0    | 바이어 레버쿠젠   |
| 3    | DF   | 마린 폰그라치치        | 1997년 9월 11일(27세)  | 5    | 0    | 레체              |
| 4    | DF   | 요슈코 그바르디올      | 2002년 1월 23일(23세)  | 27   | 2    | 맨체스터 시티     |
| 5    | DF   | 마르틴 에를리치        | 1998년 1월 24일(27세)  | 7    | 0    | 사수올로          |
| 6    | DF   | 요시프 슈탈로          | 2000년 2월 28일(25세)  | 13   | 0    | 아약스            |
| 19   | DF   | 보르나 소사            | 1998년 1월 21일(27세)  | 18   | 1    | 아약스            |
| 21   | DF   | 도마고이 비다 (부주장) | 1989년 4월 29일(36세)  | 103  | 4    | AEK 아테네        |
| 22   | DF   | 요시프 유라노비치      | 1995년 8월 16일(30세)  | 34   | 0    | 우니온 베를린     |
|      |      |                        |                        |      |      |                   |
| 7    | MF   | 로브로 마예르          | 1998년 1월 17일(27세)  | 27   | 5    | VfL 볼프스부르크  |
| 8    | MF   | 마르틴 바투리나        | 2003년 2월 16일(22세)  | 2    | 0    | 디나모 자그레브   |
| 10   | MF   | 루카 모드리치 (주장)   | 1985년 9월 9일(39세)   | 172  | 24   | 레알 마드리드     |
| 11   | MF   | 마르첼로 브로조비치    | 1992년 11월 16일(32세) | 93   | 7    | 알나스르          |
| 14   | MF   | 루카 수치치            | 2002년 9월 8일(22세)   | 5    | 0    | 레드불 잘츠부르크 |
| 15   | MF   | 마리오 파샬리치        | 1995년 2월 9일(30세)   | 60   | 10   | 아탈란타          |
| 16   | MF   | 니콜라 모로            | 1998년 3월 12일(27세)  | 1    | 0    | 볼로냐            |
| 18   | MF   | 루카 이바누셰츠        | 1998년 11월 26일(26세) | 18   | 2    | 페예노르트        |
|      |      |                        |                        |      |      |                   |
| 9    | FW   | 안드레이 크라마리치    | 1991년 6월 19일(34세)  | 89   | 27   | 1899 호펜하임     |
| 13   | FW   | 마르코 파샬리치        | 2000년 9월 14일(24세)  | 2    | 0    | 리예카            |
| 17   | FW   | 안테 부디미르          | 1991년 7월 22일(34세)  | 19   | 2    | 오사수나          |
| 20   | FW   | 디온 드레나 벨료       | 2002년 3월 1일(23세)   | 2    | 0    | FC 아우크스부르크 |

### 최근 차출된 선수
다음 선수들은 최근 12개월 사이 크로아티아 국가대표팀 선수단에 차출되었으나, 현 선수단의 일원이 아니다.
| 위치 | 선수                  | 생년월일 (나이)        | 출전 | 득점 | 소속                      | 최근 소집                                |
| ---- | --------------------- | ---------------------- | ---- | ---- | ------------------------- | ---------------------------------------- |
| GK   | 도미니크 코타르스키   | 2000년 2월 10일(25세)  | 0    | 0    | PAOK                      | 2023년 11월 18일, 라트비아전예           |
| GK   | 이보 그르비치         | 1996년 1월 18일(29세)  | 2    | 0    | 아틀레티코 마드리드       | 2023년 UEFA 네이션스리그 결선 토너먼트예 |
|      |                       |                        |      |      |                           |                                          |
| DF   | 보르나 바리시치       | 1992년 11월 10일(32세) | 35   | 1    | 레인저스                  | 2023년 11월 18일, 라트비아전예           |
| DF   | 다리오 멜냐크부       | 1992년 10월 31일(32세) | 8    | 0    | 하이두크 스플리트         | 2023년 11월 18일, 라트비아전예           |
| DF   | 두예 찰레타차르       | 1996년 9월 17일(28세)  | 23   | 1    | 리옹                      | 2023년 10월 12일, 튀르키예전예           |
| DF   | 야코프 메디치         | 1998년 9월 7일(26세)   | 0    | 0    | 아약스                    | 2023년 9월 8일, 라트비아전예             |
| DF   | 필리프 우레모비치     | 1997년 2월 11일(28세)  | 6    | 0    | 하이두크 스플리트         | 2023년 UEFA 네이션스리그 결선 토너먼트예 |
|      |                       |                        |      |      |                           |                                          |
| MF   | 마테오 코바치치부     | 1994년 5월 6일(31세)   | 97   | 5    | 맨체스터 시티             | 2023년 11월 18일, 라트비아전             |
| MF   | 니콜라 블라시치부     | 1997년 10월 4일(27세)  | 53   | 7    | 토리노                    | 2023년 11월 18일, 라트비아전             |
| MF   | 크리스티얀 야키치     | 1997년 5월 14일(28세)  | 5    | 0    | 아인트라흐트 프랑크푸르트 | 2023년 3월 25일, 웨일스전예              |
|      |                       |                        |      |      |                           |                                          |
| FW   | 마르코 퍄차부         | 1995년 5월 6일(30세)   | 24   | 1    | 리예카                    | 2023년 11월 18일, 아르메니아전           |
| FW   | 브루노 페트코비치부   | 1994년 9월 16일(30세)  | 34   | 10   | 디나모 자그레브           | 2023년 11월 18일, 라트비아전             |
| FW   | 요시프 브레칼로       | 1998년 6월 23일(27세)  | 35   | 4    | 피오렌티나                | 2023년 11월 18일, 라트비아전예           |
| FW   | 페타르 무사           | 1998년 3월 4일(27세)   | 6    | 0    | 벤피카                    | 2023년 11월 18일, 라트비아전예           |
| FW   | 프라뇨 이바노비치U-21 | 2003년 10월 1일(21세)  | 0    | 0    | 리예카                    | 2023년 11월 18일, 라트비아전예           |
| FW   | 마르코 리바야은       | 1993년 8월 26일(31세)  | 21   | 4    | 하이두크 스플리트         | 2023년 10월 12일, 튀르키예전             |
| FW   | 마티야 프리간U-21     | 2003년 2월 11일(22세)  | 0    | 0    | 베스테를로                | 2023년 10월 12일, 튀르키예전예           |
| FW   | 이반 페리시치부       | 1989년 2월 2일(36세)   | 129  | 33   | 토트넘 홋스퍼             | 2023년 9월 11일, 아르메니아전            |
| FW   | 미슬라브 오르시치부   | 1992년 12월 29일(32세) | 27   | 2    | 트라브존스포르            | 2023년 UEFA 네이션스리그 결선 토너먼트예 |
| FW   | 다리오 슈피키치       | 1999년 3월 22일(26세)  | 0    | 0    | 디나모 자그레브           | 2023년 3월 25일, 웨일스전예              |

범례
부: 부상으로 선수단에서 제외 

은: 국가대표팀 은퇴 

징: 징계로 차출되지 않음 

예: 예비 명단에 포함 

U-21: U-21 대표팀에 차출

## 역대 감독
| 감독                    | 임기        |
| ----------------------- | ----------- |
| 토미슬라브 이비치(임시) | 1994        |
| 미로슬라브 블라제비치   | 1994 ~ 2000 |
| 슬라벤 빌리치           | 2006 ~ 2012 |
| 니코 코바치             | 2013 ~ 2015 |
| 안테 차치치             | 2015 ~ 2017 |
| 즐라트코 달리치         | 2017 ~      |

## 역대 국제대회 스쿼드
| FIFA 월드컵 스쿼드 - 1998년 FIFA 월드컵 스쿼드 - 2002년 FIFA 월드컵 스쿼드 - 2006년 FIFA 월드컵 스쿼드 - 2014년 FIFA 월드컵 스쿼드 - 2018년 FIFA 월드컵 스쿼드 - 2022년 FIFA 월드컵 스쿼드 | UEFA 유럽 축구 선수권 대회 스쿼드 - UEFA 유로 1996 스쿼드 - UEFA 유로 2004 스쿼드 - UEFA 유로 2008 스쿼드 - UEFA 유로 2012 스쿼드 - UEFA 유로 2016 스쿼드 - UEFA 유로 2020 스쿼드 |

## 통계

### 최다 출장 선수
| # | 성명              | 기간      | 출장 | 골 |
| - | ----------------- | --------- | ---- | -- |
| 1 | 루카 모드리치     | 2006–     | 162  | 23 |
| 2 | 다리요 스르나     | 2002–2016 | 134  | 22 |
| 3 | 이반 페리시치     | 2011–     | 123  | 33 |
| 4 | 스티페 플레티코사 | 1999–2014 | 114  | 0  |
| 5 | 이반 라키티치     | 2007–2019 | 106  | 15 |
| 6 | 요시프 시무니치   | 2001–2013 | 105  | 3  |
| 7 | 이비차 올리치     | 2002–2015 | 104  | 20 |
| 8 | 베드란 초를루카   | 2006–2018 | 103  | 4  |
| 9 | 다리오 시미치     | 1996–2008 | 100  | 3  |
| 9 | 도마고이 비다     | 2010–     | 100  | 4  |

2022년 12월 17일 기준

### 최다 득점 선수
| #  | 선수                 | 경력      | 골 | 출장 | 골평균 |
| -- | -------------------- | --------- | -- | ---- | ------ |
| 1  | 다보르 슈케르        | 1991–2002 | 45 | 69   | 0.65   |
| 2  | 마리오 만주키치      | 2007–2018 | 33 | 89   | 0.37   |
| 2  | 이반 페리시치        | 2011–     | 33 | 123  | 0.27   |
| 4  | 에두아르두 다 시우바 | 2004–2014 | 29 | 64   | 0.45   |
| 5  | 루카 모드리치        | 2006–     | 23 | 162  | 0.14   |
| 6  | 다리요 스르나        | 2002–2016 | 22 | 134  | 0.16   |
| 6  | 안드레이 크라마리치  | 2014–     | 22 | 81   | 0.27   |
| 7  | 이비차 올리치        | 2002–2015 | 20 | 104  | 0.19   |
| 9  | 니코 크란차르        | 2004–2013 | 16 | 81   | 0.20   |
| 10 | 니콜라 칼리니치      | 2008–2018 | 15 | 42   | 0.36   |
| 10 | 고란 블라오비치      | 1992–2002 | 15 | 51   | 0.29   |
| 10 | 이반 라키티치        | 2007–2019 | 15 | 106  | 0.14   |

2022년 3월 29일 기준

## 수상
- FIFA 월드컵
  - 3위 (2) : 1998년, 2022년

### 친선 경기
- 코리아컵 국제축구대회
  - 우승 (1) : 1999년

## 같이 보기
- 크로아티아 축구 국가대표 B팀
- 크로아티아 여자 축구 국가대표팀